# جورج باباس
جورج باباس (بالإنجليزية: George Pappas)‏ هو فيلسوف أمريكي، ولد في 1942.

## وصلات خارجية
- الموقع الرسمي